# Elizabeth Dawn
Elizabeth Dawn, Sylvia Butterfield (Leeds, 1939. november 8. – 2017. szeptember 25.) angol színésznő.

## Filmjei
- Crown Court (1972–1975, tv-sorozat, 20 epizódban)
- Coronation Street (1972–2010, tv-sorozat, 851 epizódban)
- Play for Today (1973–1975, tv-sorozat, négy epizódban)
- Village Hall (1974, tv-sorozat)
- Sam (1974, tv-sorozat, egy epizódban)
- Daft As a Brush (1975, tv-film)
- Greenhill Pals (1975, tv-film)
- The Wheeltappers and Shunters Social Club (1975–1976, tv-sorozat, hét epizódban)
- Nyitva éjjel-nappal (Open All Hours) (1976, tv-sorozat, egy epizódban)
- Sez Les (1976, tv-sorozat, egy epizódban)
- Larry Grayson (1977, tv-sorozat, egy epizódban)
- Z Cars (1978, tv-sorozat, egy epizódban)
- Selwyn (1978, tv-sorozat, egy epizódban)
- All Day on the Sands (1979, tv-film)
- ITV Telethon (1990, tv-sorozat, egy epizódban)
- Emmerdale Farm (2015, tv-sorozat, két epizódban)